# Kenneth A. Walsh
Kenneth Ambrose Walsh (Brooklyn, 24 novembre 1916 – Santa Ana, 30 luglio 1998) è stato un militare statunitense, insignito della Medal of Honor a vivente nel corso della seconda guerra mondiale. Asso dell'aviazione nel secondo conflitto mondiale con 21 aerei nemici distrutti, 2 vittorie probabili e un aereo danneggiato.

## Biografia

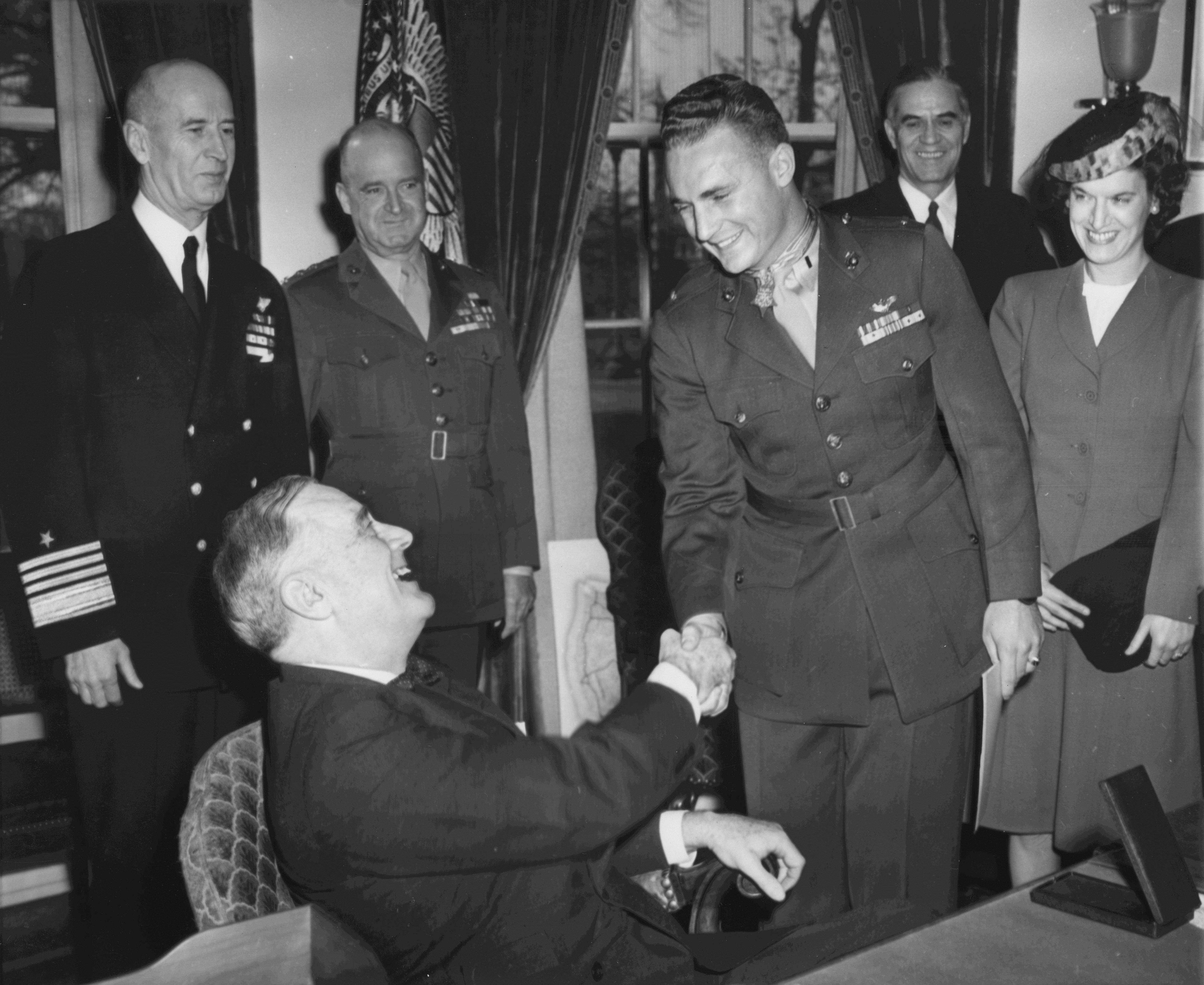
Il Presidente degli Stati Uniti d'America Franklin D. Roosevelt stringe la mano a Walsh, insignito della Medal of Honor, alla presenza dell'ammiraglio Ernest King, del tenente generale Alexander Vandegrift, dell'Assistente Segretario di Stato alla marina Ralph Austin Bard, e della signora Beulah Walsh.

Nacque a Brooklyn, New York, il 24 novembre 1916. Nel 1933 conseguì il diploma presso la Dickinson High School di Jersey City, New Jersey. Il 15 dicembre di quell'anno si arruolò nel US Marines Corps, effettuando l'addestramento presso il Marine Corps Recruit Depot di Parris Island, Carolina del Sud. Al termine del periodo di addestramento divenne meccanico aeronautico e radiotelegrafista presso la Marine Corps Base di Quantico, Virginia, in servizio al VMS-1. Nel marzo 1936 fu trasferito presso la Naval Air Station di Pensacola, in Florida, dove, ancora soldato semplice, conseguì il brevetto di pilota e poi di pilota militare il 26 aprile 1937, venendo poco dopo promosso caporale. Per i successivi quattro anni fu pilota di aerei da ricognizione imbarcato su tre portaerei, e quindi venne assegnato al VMF-121 di stanza a New Bern nella Carolina del Nord.
Al momento dell'attacco di Pearl Harbor, ricopriva il ruolo di sergente tecnico, con 2 000 ore di volo all'attivo, diventando un Marine Gunner (equivalente a warrant officer) l'11 maggio 1942, mentre prestava servizio con il Marine Aircraft Group 12 in forza al 1st Marine Aircraft Wing. Fu nominato sottotenente nell'ottobre successivo e poi promosso primo tenente nel giugno 1943.
Assegnato al VMF-124, equipaggiato con i caccia Grumman F4F Wildcat, dal settembre 1942, il suo reparto iniziò a ricevere i primi Vought F4U Corsair nel febbraio 1943. Il VMF-124 era arrivato a Espiritu Santo a bordo della nave trasporto aerei Kitty Hawk, mentre i piloti la raggiunsero il 12 febbraio, venendo subito impegnati in combattimento. Il giorno 14 il reparto fu impegnato in una missione di scorta ai bombardieri Consolidated B-24 Liberator che dovevano bombardare l'aeroporto giapponese di Kahili sito sull'isola di Bougainville. Durante il successivo combattimento con i caccia Mitsubishi A6M Reisen il VMF-124 perse 8 aerei contro i tre abbattuti dai piloti americani.
Rivendicò i suoi primo aereo abbattuto il 1 aprile 1943, e distrusse altri 3 aerei giapponesi il 13 maggio. Divenuto il primo asso sui caccia F4U Corsair, il 12 agosto il suo aereo venne gravemente danneggiato da un caccia nemico e dovette atterrare in emergenza a Segi, in Nuova Georgia, finendo per collidere con un altro F4U parcheggiato. I due aerei andarono completamente distrutti, mentre il pilota rimase incolume. Il 15 agosto abbatté un cacciabombardiere Aichi D3A Val sopra Vella Lavella, me il suo aereo venne colpito da uno A6M Zero al serbatoio della semiala destra e dovette atterrare in emergenza con una semiala completamente distrutta. Il 30 agosto abbatté 4 caccia A6M durante una grande battaglia aerea contro 50 velivoli nemici, ma dovette effettuare un ammaraggio di emergenza nei pressi di Vella Lavella in quanto il suo F4U Corsair venne gravemente danneggiato. Per questa missione fu insignito della Medal of Honor e ritornò negli Stati Uniti d'America il 15 ottobre 1943 con 20 vittorie all'attivo, tra cui 17 A6M Zero.
La medaglia gli fu consegnata dal presidente Franklin Delano Roosevelt in una apposita cerimonia l'8 febbraio 1944, insieme alla promozione temporanea a capitano. Ritornò in azione nell'aprile 1945, prestando servizio con VMF-122, e ricevette la sua 7ª Distinguished Flying Cross per eroismo e risultati straordinari dal 28 aprile al 12 maggio 1945, nell'area delle Isole Filippine. Mentre prestava servizio presso il VMF-222 il 22 giugno 1945 conseguì la sua ultima vittoria aerea abbattendo un caccia A6M impegnato in una missione kamikaze sopra l'isola di Okinawa. Nominato ufficiale assistente alle operazioni del Marine Aircraft Group 14, 2nd Marine Aircraft Wing a Okinawa, ritornò in Patria nel marzo 1945 assegnato al Bureau of Aeronautics presso il quartier generale del Corpo dei Marines degli Stati Uniti al Pentagono dal marzo 1946 al novembre 1948.
Promosso capitano effettivo il 13 novembre 1948, nel corso della guerra di Corea prestò servizio con il VMR-152 (Marine Transport Squadron 152) come pilota di aerei da trasporto Douglas C-54 Skymaster dal 15 luglio 1950 alla fine di luglio 1951. Fu promosso maggiore nell'aprile 1955, assegnato in servizio alla MCAS El Toro come ufficiale addetto alla manutenzione e alla riparazione degli aerei del Marine Transport Squadron 152. Tenente colonnello nell'ottobre 1958, venne trasferito in Giappone nel corso dell'anno successivo in qualità di ufficiale addetto alla manutenzione degli aerei del 1st Marine Aircraft Wing. Nel corso del 1955 si era trasferito con la sua famiglia nel quartiere di West Floral Park a Santa Ana. Lasciato il servizio attivo il 1º febbraio 1962, partecipò spesso a seminari di storia assistendo ricercatori e storici interessati alla guerra del Pacifico. Si spense il 30 luglio 1998 a causa di un attacco di cuore, lasciando la moglie Beulah e un figlio. La salma venne tumulata presso il cimitero nazionale di Arlington il 13 agosto successivo.

### Annotazioni
1. ↑  Si trattava delle portaerei Ranger, Wasp e Yorktown.

### Fonti
1. 1 2 3  Baker 2023, p. 14.
2. 1 2  Military Times.
3. 1 2 3 4 5 6  Veteran Tributes.
4. 1 2 3 4 5 6  Navy Memorial.
5. 1 2 3  Goefoundation.
6. 1 2  Baker 2023, p. 15.
7. 1 2 3 4 5 6 7 8  Baker 2023, p. 16.
8. 1 2  Veteran of the Day.